# Hespagarista caudata
Hespagarista caudata is een vlinder uit de familie uilen (Noctuidae). De wetenschappelijke naam van deze soort is voor het eerst geldig gepubliceerd in 1879 door Dewitz.
De soort komt voor in tropisch Afrika.